# Айнмере мак Сетнай

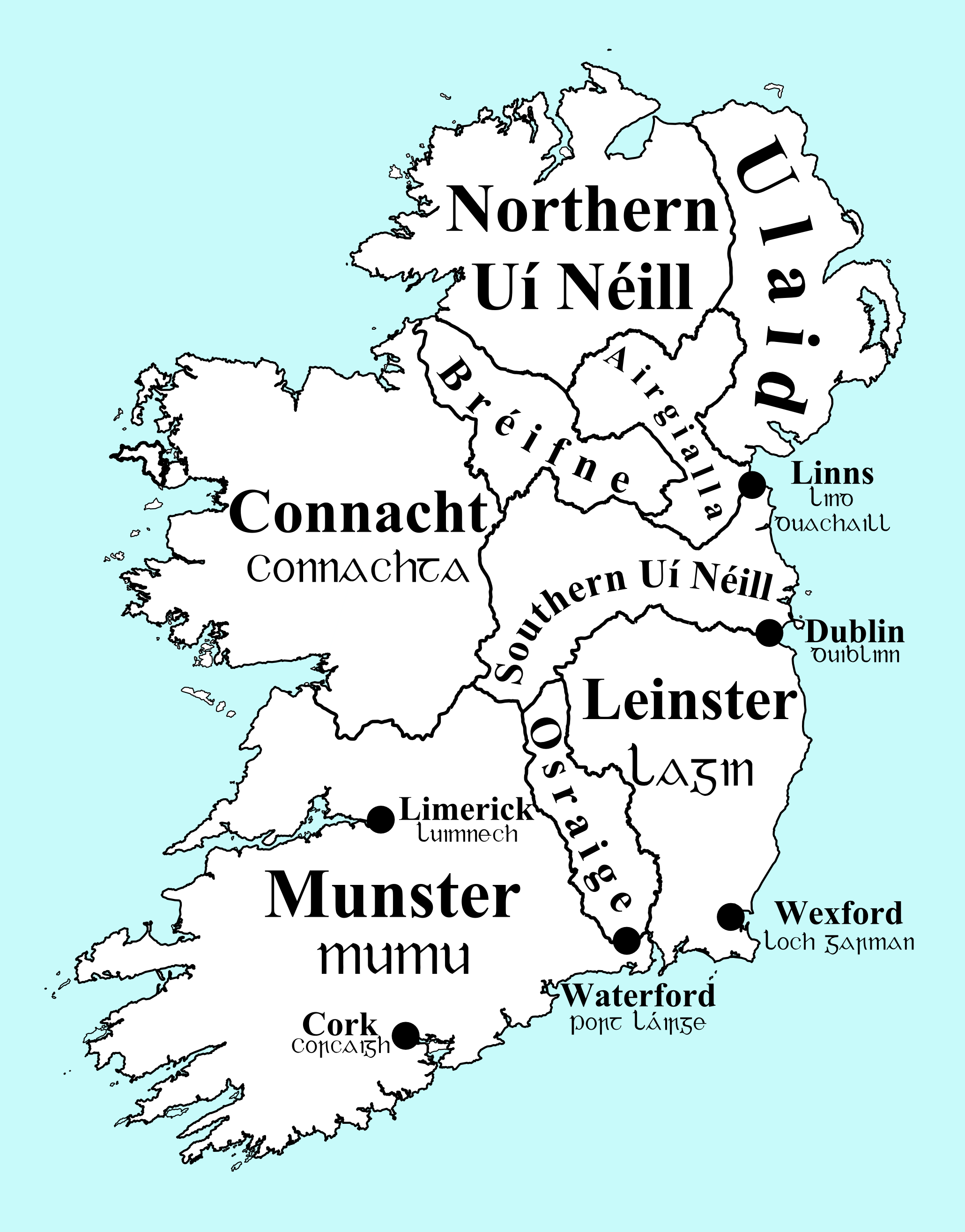
Карта Ірландії в добу раннього середновіччя. Показані особисті володіння північних та південних О'Нілів.

Айнмуйре мак Сетнай — (ірл. — Ainmuire mac Sétnai) — він же: Айнмуре, Айнміре, Айнмуйре — верховний король Ірландії. Час правління: 564—566 рр. (За деякими джерелами — до 569 р.) З гілки Кенел Конайл (ірл. — Cenél Conaill) клану Уа Нейлів (О'Нілів). Правнук Коналла Гульбана (ірл. — Conall Gulban) (пом. 464 р.), що був засновником цієї гілки роду О'Нілів. Він був першим королем з О'Конеллів.

## Прихід до влади і правління
До свого приходу до влади Айнмере мак Сетнай неодноразово згадується в ірландських літописах як вірний союзник північної гілки О'Нілів. Згадується поруч з іменами Форггуса мак Муйрхертфйга (ірл. — Forggus mac Muirchertaig) та його брата Домналла Ілхелгаха (ірл. — Domnall Ilchelgach) (пом. 566) з гілки Кенел н-Еогайн (ірл. — Cenél nEógain) та своїм кузеном Ніннідом мак Дауахом (ірл. — Ninnid mac Dauach) (з клану Кенел н-Дуах (ірл. — Cenél nDuach) — відгалуження Кенел Конайл. В той час північні О'Ніли вели боротьбу з королівством Коннахт, яким теж правили нащадки О'Нілів. Між військом північних О'Нілів та військом королівства Коннахт відбулась битва під Слікех (ірл. — Slicech) (що у сучасному графстві Слайго) у 544 або 547 році. У цій битві був вбитий король Еоган Бел (ірл. — Eógan Bél).
У 561 році північні О'Ніли в союзі з Аедом мак Ехахом (ірл. — Áed mac Echach) (пом. 577 р.) виступили проти верховного короля Ірландії на ймення Діармайт мак Кербайлл (ірл. — Diarmait mac Cerbaill), що був з південних О'Нілів і перемогли його в битві під Кул Дреймне (ірл. — Cúl Dreimne) (що у сучасному графстві Слайго). Згідно з літописами, цю конфедерацію північних О'Нілів з Аедом мак Ехахом організував святий Колумба. Справжня мета цієї боротьби була успадкування верховної влади північними О'Нілами.
У 563 році північні О'Ніли розбили в битві під Мойн Дайрі (ірл. — Móin Dairi) північні племена круїтні (ірл. — Cruthin) — піктського походження, що дозволило їм розширити свої володіння і зміцнити свою владу. Згідно з повідомленнями літописів Айнмере мак Сетнай в той час відновив свою владу над володіннями його батька Сетне (ірл. — Sétnae).
Літописи тих часів були пізніше втрачені і серед копій виникли помилки і протиріччя щодо послідовності верховних королів і часу їх правління в другій половині VI століття. Є версія, що Айнмере мак Сетнай прийшов до влади після смерті верховного короля Ірландії на ймення Домналл Ілхелгах (ірл. — Domnall Ilchelgach) у 566 році.

## Смерть
Айнмере мак Сетнай був вбитий Фергусом мак Нейлене (ірл. — Fergus mac Néilléne) (пом. 570 р.) з гілки Кенел н-Еогайн (ірл. — Cenél nEógain) у 566 або 569 році. Фергус мак Нейлене був вбитий через рік (відповідно або в 567 або 570 році) сином Айнмере мак Сетнай на ймення Аед мак Айнмуйрех (ірл. — Áed mac Ainmuirech), який сам пізніше став верховним королем Ірландії. Згідно з «Історією Ірландії» Джеффрі Кітінга це вбивство спровокував Баетан мак Ніннедо.

## Родичі
Айнмере мак Сетнай був одружений з Брігід інгед Кобхайг (ірл. — Brigid ingen Cobthaig) з клану О'Хейннселайг (ірл. — Uí Cheinnselaig) якою мав сина Аеда.